# Flabellinia
Die Flabellinia sind eine Gruppe von Amöben innerhalb der Amoebozoa.

## Merkmale
Die Flabellinia sind unbeschalte, bewegliche, amöboide Einzeller. Sie sind abgeflacht unregelmäßig dreieckig, fächer- oder scheibenförmig; bilden weder gestreckte Subpseudopodien noch röhrige, zylindrische Pseudopodien: die Form verändert sich nicht. Das Cytoplasma fließt innerhalb der Zelle in mehreren Strängen oder ohne deutlichen Strang. Die Bewegung erfolgt mit Hilfe eines Aktin-Myosin-Cytoskeletts. Centrosomen fehlen.

## Systematik
Adl u. a. unterteilen die Flabellinia in folgende Gruppen:
- Dactylopodida
- Vannellida
- Pellitida
- Trichosphaerium

## Nachweise
Fußnoten direkt hinter einer Aussage belegen die einzelne Aussage, Fußnoten direkt hinter einem Satzzeichen den gesamten vorangehenden Satz. Fußnoten hinter einer Leerstelle beziehen sich auf den kompletten vorangegangenen Absatz.
1. 1 2  Adl, S. M., Simpson, A. G. B., Lane, C. E., Lukeš, J., Bass, D., Bowser, S. S., Brown, M. W., Burki, F., Dunthorn, M., Hampl, V., Heiss, A., Hoppenrath, M., Lara, E., le Gall, L., Lynn, D. H., McManus, H., Mitchell, E. A. D., Mozley-Stanridge, S. E., Parfrey, L. W., Pawlowski, J., Rueckert, S., Shadwick, L., Schoch, C. L., Smirnov, A. and Spiegel, F. W.: The Revised Classification of Eukaryotes. Journal of Eukaryotic Microbiology, 59: 429–514, 2012, PDF Online